# Loxandrus taeniatus
Loxandrus taeniatus är en skalbaggsart som beskrevs av Leconte 1852. Loxandrus taeniatus ingår i släktet Loxandrus och familjen jordlöpare. Inga underarter finns listade i Catalogue of Life.